# Clasificación nutricional básica

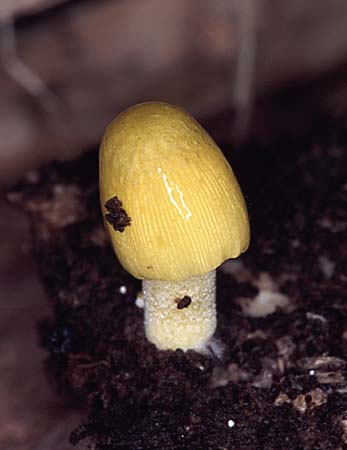
Imagen de un hongo creciente.

La clasificación nutricional de un organismo se realiza según tres criterios importantes: el origen del carbono, la fuente de energía y los donadores de electrones:
- Fuente de energía: Se refiere al método empleado por el organismo para producir ATP, que se requiere para aprovisionar de combustible los caminos anabólicos de biosíntesis de los componentes de la célula. Un organismo es fotoautótrofo cuando utiliza luz como fuente de energía, mientras que es quimioautótrofo cuando obtiene la energía de reacciones con compuestos químicos.

- Fuente reductora o donador de electrones: Se refiere a los compuestos donadores de electrones que se utilizarán en la biosíntesis (por ejemplo, en forma de NADH o NADPH). Un organismo se denomina organótrofo cuando utiliza compuestos orgánicos como fuente de electrones, mientras que se denomina litótrofo cuando utiliza compuestos inorgánicos. Los organismos organotrofos son, a menudo, también heterótrofos, y así usan compuestos orgánicos como fuente de electrones y de carbono al mismo tiempo. De forma similar, los organismos litotrofos son a menudo también autótrofos, con fuentes inorgánicas de electrones y dióxido de carbono como fuente inorgánica del carbono.

- Fuente del carbono: Se refiere a la fuente del carbono usada por el organismo para su crecimiento y desarrollo. Un organismo se denomina heterótrofo si usa compuestos orgánicos procedentes de otros organismos y autótrofo si su fuente del carbono es el dióxido de carbono (CO2).

La base del metabolismo energético de la mayoría de los organismos quimiotrofos es una reacción de oxidación-reducción en la cual los electrones se mueven desde un donador a un receptor de electrones. La energía se libera durante la reacción. Por lo tanto, los compuestos usados como donadores de electrones por los quimiotrofos deben ser reversibles en caminos oxidativos productores de energía y en caminos reductores biosintéticos. La gama de pares posibles de donadores y aceptadores de electrones para los quimiotrofos se limita a las reacciones que son lo bastante exoenergéticas para conservar bastante energía después de la transición de por lo menos un protón sobre una membrana (igual a -15 a -20 kJ/mol). En cambio, los fotoautótrofos pueden utilizar cualquier donador de electrones y pueden incluso catalizar reacciones altamente endoenergéticas (por ejemplo, la producción fotosintética de almidón a partir de agua y de CO2).
Debe notarse que los términos respiración aerobia, respiración anaerobia y fermentación no se refieren a la clasificación nutricional básica, sino que simplemente reflejan el diferente uso de los posibles receptores de electrones en el metabolismo energético de los organismos quimiotrofos, tales como O2 (respiración aerobia), NO3-, SO42- o fumarato (respiración anaerobia), o los intermediarios metabólicos intrínsecos (fermentación). Puesto que todos los pasos de generación de ATP en la fermentación implican modificaciones de los intermediarios metabólicos en vez de una cadena de transporte de electrones es a menudo denominada como fosforilación a nivel de substrato.

## Clasificación
| Fuente de energía           | Fuente reductora  | Fuente del carbono            | Nombre                  | Ejemplos                                                                                                  |
| --------------------------- | ----------------- | ----------------------------- | ----------------------- | --- |
| Luz Foto-                   | Orgánico -organo- | Orgánico -heterótrofo         | Fotoorganoheterótrofo   | Algunas bacterias (Rhodobacterias).                                                                       |
| Luz Foto-                   | Orgánico -organo- | Dióxido de carbono -autótrofo | Fotoorganoautótrofo     | Algunas arqueas (Haloarchaea) realizan fotosíntesis anoxigénica y fijan el carbono atmosférico.           |
| Luz Foto-                   | Inorgánico -lito- | Orgánico -heterótrofo         | Fotolitoheterótrofo     | Bacterias púrpuras no sulfurosas y bacterias verdes no sulfurosas.                                        |
| Luz Foto-                   | Inorgánico -lito- | Dióxido de carbono -autótrofo | Fotolitoautótrofo       | Bacterias (Cianobacterias), seres eucariontes (Algas y plantas). Seres fotosintéticos.                    |
| Compuestos químicos Quimio- | Orgánico -organo- | Orgánico -heterótrofo         | Quimioorganoheterótrofo | Parásitos y procariotes saprofitos. Algunos seres eucariotes heterótrofos (protistas, hongos y animales). |
| Compuestos químicos Quimio- | Orgánico -organo- | Dióxido de carbono -autótrofo | Quimioorganoautótrofo   | Algunas arqueas (arqueas metanogénicas).                                                                  |
| Compuestos químicos Quimio- | Inorgánico -lito- | Orgánico -heterótrofo         | Quimiolitoheterótrofo   | Algunas bacterias (Oceanithermus profundus).                                                              |
| Compuestos químicos Quimio- | Inorgánico -lito- | Dióxido de carbono -autótrofo | Quimiolitoautótrofo     | Algunas bacterias (Nitrobacter) y arqueas (Metanobacterias).                                              |

## Ejemplos
Todas las combinaciones pueden existir en la naturaleza. Por ejemplo, la mayoría de las cianobacterias son fotoautótrofas, puesto que utilizan luz como fuente de energía y CO2 como fuente de carbono. Los hongos son quimiorganotrofos puesto que utilizan carbono orgánico tanto como donador de electrones como fuente de energía. Los Eukarya son generalmente fáciles de categorizar. Todos los animales son heterótrofos al igual que los hongos. Las plantas son fotoautótrofas. Algunos microorganismos eucariontes, sin embargo, no se limitan a un solo modo nutricional. Por ejemplo, algunas algas viven fotoautotróficamente cuando hay luz, pero cambian a quimiorganotrofía en la oscuridad. Incluso las plantas más evolucionadas han conservado su capacidad de utilizar por la noche heterotróficamente el almidón, que ha sido sintetizado fototróficamente durante el día.
Por el contrario, los procariontes muestran una gran diversidad de categorías nutricionales. Por ejemplo, las bacterias púrpuras del azufre y las cianobacterias son generalmente fotoautótrofas, mientras que las bacterias púrpuras no del azufre son fotoorganotrofas. Algunas bacterias se limitan a solamente un modo nutricional, mientras que otras son facultativas y cambian de uno a otro, dependiendo de las fuentes de alimento disponibles.